# Cruïlles, Monells i Sant Sadurní de l'Heura
Cruïlles, Monells i Sant Sadurní de l'Heura è un comune spagnolo di 1 272 abitanti situato nella comunità autonoma della Catalogna.